# Чемпіонат Англії з футболу 1992—1993: Прем'єр-ліга
Англійська прем'єр-ліга 1992–1993 (англ. FA Premier League) — перший сезон новоствореної англійської Прем'єр-ліги. Поштовхом для створення змагання стало укладання контракту, по якому компанія супутникового телебачення BSkyB та BBC викупили права на трансляцію матчів на п'ять років за рекордні 304 мільйони фунтів. Левова частка цієї суми розподілялася між клубами-учасниками змагання, що зокрема сприяло зростанню рівня цін на англійському трансферному ринку.
За форматом Прем'єр-ліга відповідала Першому дивізіону Футбольної ліги, який до її створення був найвищим дивізіоном англійського клубного футболу, — участь у змаганні брали 22 команди, які в рамках сезону проводили одна з одною по дві гри, по одній на полі кожного із суперників.
Першим в історії переможцем англійської Прем'єр-ліги став «Манчестер Юнайтед», який таким чином виборов свій загалом восьмий титул чемпіонів Англії. Цей тріумф став першою перемогою «МЮ» в національному чемпіонаті за останні 26 років та ознаменував відродження клубу як провідної сили в англійському футболі. «Манкуніанці» забронювали за собою перший рядок турнірної таблиці за декілька турів до завершення змагання, після останнього туру відрив від «Астон Вілли», яка фінішувала другою, склав 10 очок.

## Команди-учасниці
У змаганнях першого сезону Прем'єр-ліги взяли участь 22 команди, включаючи 19 команд-учасниць Першого дивізіону Футбольної ліги та три команди, що підвищилися у класі з Другого дивізіону.

## Турнірна таблиця
| М  | Команда               | І  | В  | Н  | П  | МЗ | МП | РМ  | О  | Кваліфікація або пониження в класі      |
| -- | --------------------- | -- | -- | -- | -- | -- | -- | --- | -- | --------------------------------------- |
| 1  | Манчестер Юнайтед (Ч) | 42 | 24 | 12 | 6  | 67 | 31 | +36 | 84 | 1-й раунд Ліги чемпіонів УЄФА 1993–1994 |
| 2  | Астон Вілла           | 42 | 21 | 11 | 10 | 57 | 40 | +17 | 74 | 1-й раунд Кубка УЄФА 1993–1994          |
| 3  | Норвіч Сіті           | 42 | 21 | 9  | 12 | 61 | 65 | −4  | 72 | 1-й раунд Кубка УЄФА 1993–1994          |
| 4  | Блекберн Роверз       | 42 | 20 | 11 | 11 | 68 | 46 | +22 | 71 |                                         |
| 5  | Квінз Парк Рейнджерс  | 42 | 17 | 12 | 13 | 63 | 55 | +8  | 63 |                                         |
| 6  | Ліверпуль             | 42 | 16 | 11 | 15 | 62 | 55 | +7  | 59 |                                         |
| 7  | Шеффілд Венсдей       | 42 | 15 | 14 | 13 | 55 | 51 | +4  | 59 |                                         |
| 8  | Тоттенгем Готспур     | 42 | 16 | 11 | 15 | 60 | 66 | −6  | 59 |                                         |
| 9  | Манчестер Сіті        | 42 | 15 | 12 | 15 | 56 | 51 | +5  | 57 |                                         |
| 10 | Арсенал               | 42 | 15 | 11 | 16 | 40 | 38 | +2  | 56 | 1-й раунд Кубка кубків УЄФА 1993–1994 1 |
| 11 | Челсі                 | 42 | 14 | 14 | 14 | 51 | 54 | −3  | 56 |                                         |
| 12 | Вімблдон              | 42 | 14 | 12 | 16 | 56 | 55 | +1  | 54 |                                         |
| 13 | Евертон               | 42 | 15 | 8  | 19 | 53 | 55 | −2  | 53 |                                         |
| 14 | Шеффілд Юнайтед       | 42 | 14 | 10 | 18 | 54 | 53 | +1  | 52 |                                         |
| 15 | Ковентрі Сіті         | 42 | 13 | 13 | 16 | 52 | 57 | −5  | 52 |                                         |
| 16 | Іпсвіч Таун           | 42 | 12 | 16 | 14 | 50 | 55 | −5  | 52 |                                         |
| 17 | Лідс Юнайтед          | 42 | 12 | 15 | 15 | 57 | 62 | −5  | 51 |                                         |
| 18 | Саутгемптон           | 42 | 13 | 11 | 18 | 54 | 61 | −7  | 50 |                                         |
| 19 | Олдем Атлетик         | 42 | 13 | 10 | 19 | 63 | 74 | −11 | 49 |                                         |
| 20 | Крістал Пелес (Пн)    | 42 | 11 | 16 | 15 | 48 | 61 | −13 | 49 | Пониження до Футбольної ліги            |
| 21 | Мідлсбро (Пн)         | 42 | 11 | 11 | 20 | 54 | 75 | −21 | 44 | Пониження до Футбольної ліги            |
| 22 | Ноттінгем Форест (Пн) | 42 | 10 | 10 | 22 | 41 | 62 | −21 | 40 | Пониження до Футбольної ліги            |

Оновлено після матчів 31 січня 2013
Джерела: Soccerbase
Правила класифікації: 
1) очок; 2) різниця м'ячів; 3) кіл-ть забитих м'ячів.
1«Арсенал» кваліфікувався до Кубка володарів кубків УЄФА як володар Кубка Англії.
(Ч) = Чемпіон; (Пн)/(В) = Понижено в класі/Вибув; (Пв) = Підвищення в класі; (ПП) = Переможець плей-оф; (Н) = Перехід до наступного раунду. 
Застосовується тільки коли сезон ще не закінчений: 
(К) = Кваліфікований до раунду турніру; (КН) = Кваліфікований до турніру, але не до конкретного раунду; (Д) = Дискваліфікований з турніру.

## Результати
| Вдома \ В гостях1    | АРС | АСТ | БЛБ | ЧЕЛ | КОВ | КРП | ЕВЕ | ІПС | ЛІД | ЛІВ | МС  | МЮ  | МІД | НОР | НОТ | ОЛД | КПР | ШФЮ | ШВД | САУ | ТОТ | ВІМ |
| Арсенал              |     | 0–1 | 0–1 | 2–1 | 3–0 | 3–0 | 2–0 | 0–0 | 0–0 | 0–1 | 1–0 | 0–1 | 1–1 | 2–4 | 1–1 | 2–0 | 0–0 | 1–1 | 2–1 | 4–3 | 1–3 | 0–1 |
| Астон Вілла          | 1–0 |     | 0–0 | 1–3 | 0–0 | 3–0 | 2–1 | 2–0 | 1–1 | 4–2 | 3–1 | 1–0 | 5–1 | 2–3 | 2–1 | 0–1 | 2–0 | 3–1 | 2–0 | 1–1 | 0–0 | 1–0 |
| Блекберн Роверз      | 1–0 | 3–0 |     | 2–0 | 2–5 | 1–2 | 2–3 | 2–1 | 3–1 | 4–1 | 1–0 | 0–0 | 1–1 | 7–1 | 4–1 | 2–0 | 1–0 | 1–0 | 1–0 | 0–0 | 0–2 | 0–0 |
| Челсі                | 1–0 | 0–1 | 0–0 |     | 2–1 | 3–1 | 2–1 | 2–1 | 1–0 | 0–0 | 2–4 | 1–1 | 4–0 | 2–3 | 0–0 | 1–1 | 1–0 | 1–2 | 0–2 | 1–1 | 1–1 | 4–2 |
| Ковентрі Сіті        | 0–2 | 3–0 | 0–2 | 1–2 |     | 2–2 | 0–1 | 2–2 | 3–3 | 5–1 | 2–3 | 0–1 | 2–1 | 1–1 | 0–1 | 3–0 | 0–1 | 1–3 | 1–0 | 2–0 | 1–0 | 0–2 |
| Крістал Пелес        | 1–2 | 1–0 | 3–3 | 1–1 | 0–0 |     | 0–2 | 3–1 | 1–0 | 1–1 | 0–0 | 0–2 | 4–1 | 1–2 | 1–1 | 2–2 | 1–1 | 2–0 | 1–1 | 1–2 | 1–3 | 2–0 |
| Евертон              | 0–0 | 1–0 | 2–1 | 0–1 | 1–1 | 0–2 |     | 3–0 | 2–0 | 2–1 | 1–3 | 0–2 | 2–2 | 0–1 | 3–0 | 2–2 | 3–5 | 0–2 | 1–1 | 2–1 | 1–2 | 0–0 |
| Іпсвіч Таун          | 1–2 | 1–1 | 2–1 | 1–1 | 0–0 | 2–2 | 1–0 |     | 4–2 | 2–2 | 3–1 | 2–1 | 0–1 | 3–1 | 2–1 | 1–2 | 1–1 | 0–0 | 0–1 | 0–0 | 1–1 | 2–1 |
| Лідс Юнайтед         | 3–0 | 1–1 | 5–2 | 1–1 | 2–2 | 0–0 | 2–0 | 1–0 |     | 2–2 | 1–0 | 0–0 | 3–0 | 0–0 | 1–4 | 2–0 | 1–1 | 3–1 | 3–1 | 2–1 | 5–0 | 2–1 |
| Ліверпуль            | 0–2 | 1–2 | 2–1 | 2–1 | 4–0 | 5–0 | 1–0 | 0–0 | 2–0 |     | 1–1 | 1–2 | 4–1 | 4–1 | 0–0 | 1–0 | 1–0 | 2–1 | 1–0 | 1–1 | 6–2 | 2–3 |
| Манчестер Сіті       | 0–1 | 1–1 | 3–2 | 0–1 | 1–0 | 0–0 | 2–5 | 3–1 | 4–0 | 1–1 |     | 1–1 | 0–1 | 3–1 | 2–2 | 3–3 | 1–1 | 2–0 | 1–2 | 1–0 | 0–1 | 1–1 |
| Манчестер Юнайтед    | 0–0 | 1–1 | 3–1 | 3–0 | 5–0 | 1–0 | 0–3 | 1–1 | 2–0 | 2–2 | 2–1 |     | 3–0 | 1–0 | 2–0 | 3–0 | 0–0 | 2–1 | 2–1 | 2–1 | 4–1 | 0–1 |
| Мідлсбро             | 1–0 | 2–3 | 3–2 | 0–0 | 0–2 | 0–1 | 1–2 | 2–2 | 4–1 | 1–2 | 2–0 | 1–1 |     | 3–3 | 1–2 | 2–3 | 0–1 | 2–0 | 1–1 | 2–1 | 3–0 | 2–0 |
| Норвіч Сіті          | 1–1 | 1–0 | 0–0 | 2–1 | 1–1 | 4–2 | 1–1 | 0–2 | 4–2 | 1–0 | 2–1 | 1–3 | 1–1 |     | 3–1 | 1–0 | 2–1 | 2–1 | 1–0 | 1–0 | 0–0 | 2–1 |
| Ноттінгем Форест     | 0–1 | 0–1 | 1–3 | 3–0 | 1–1 | 1–1 | 0–1 | 0–1 | 1–1 | 1–0 | 0–2 | 0–2 | 1–0 | 0–3 |     | 2–0 | 1–0 | 0–2 | 1–2 | 1–2 | 2–1 | 1–1 |
| Олдем Атлетик        | 1–1 | 0–2 | 1–3 | 4–2 | 1–1 | 0–1 | 1–0 | 3–0 | 2–2 | 1–0 | 1–1 | 1–0 | 2–0 | 0–1 | 0–0 |     | 1–2 | 1–1 | 1–1 | 4–3 | 2–1 | 6–2 |
| Квінз Парк Рейнджерс | 0–0 | 2–1 | 0–3 | 1–1 | 2–0 | 1–3 | 4–2 | 0–0 | 2–1 | 0–1 | 1–1 | 1–3 | 3–3 | 3–1 | 4–3 | 3–2 |     | 3–2 | 3–1 | 3–1 | 4–1 | 1–2 |
| Шеффілд Юнайтед      | 1–1 | 0–2 | 1–3 | 4–2 | 1–1 | 0–1 | 1–0 | 3–0 | 2–1 | 1–0 | 1–1 | 2–1 | 2–0 | 0–1 | 0–0 | 2–0 | 1–2 |     | 1–1 | 2–0 | 6–0 | 2–2 |
| Шеффілд Венсдей      | 1–0 | 1–2 | 0–0 | 3–3 | 1–2 | 2–1 | 3–1 | 1–1 | 1–1 | 1–1 | 0–3 | 3–3 | 2–3 | 1–0 | 2–0 | 2–1 | 1–0 | 1–1 |     | 5–2 | 2–0 | 1–1 |
| Саутгемптон          | 2–0 | 2–0 | 1–1 | 1–0 | 2–2 | 1–0 | 0–0 | 4–3 | 1–1 | 2–1 | 0–1 | 0–1 | 2–1 | 3–0 | 1–2 | 1–0 | 1–2 | 3–2 | 1–2 |     | 0–0 | 2–2 |
| Тоттенгем Готспур    | 1–0 | 0–0 | 1–2 | 1–2 | 0–2 | 2–2 | 2–1 | 0–2 | 4–0 | 2–0 | 3–1 | 1–1 | 2–2 | 5–1 | 2–1 | 4–1 | 3–2 | 2–0 | 0–2 | 4–2 |     | 1–1 |
| Вімблдон             | 3–2 | 2–3 | 1–1 | 0–0 | 1–2 | 4–0 | 1–3 | 0–1 | 1–0 | 2–0 | 0–1 | 1–2 | 2–0 | 3–0 | 1–0 | 5–2 | 0–2 | 2–0 | 1–1 | 1–2 | 1–1 |     |

Джерело: RSSSF
1Команда-господар записана у лівому стовпчику.
Кольори: Голубий = господар переміг; Жовтий = нічия; Червоний = гості перемогли.

## Статистика

### Бомбардири

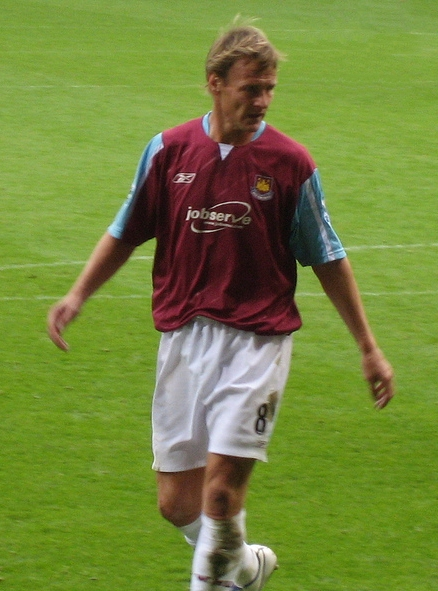
Найкращий бомбардир сезону Тедді Шерінгем.

| Місце | Гравець        | Клуб                                   | Голи |
| ----- | -------------- | -------------------------------------- | ---- |
| 1     | Тедді Шерінгем | «Ноттінгем Форест» «Тоттенгем Готспур» | 22   |
| 2     | Лес Фердинанд  | «Квінс Парк Рейнджерс»                 | 20   |
| 3     | Дін Голдсворс  | «Вімблдон»                             | 19   |
| 4     | Майкі Квінн    | «Ковентрі Сіті»                        | 17   |
| 5     | Алан Ширер     | «Блекберн Роверз»                      | 16   |
| 5     | Девід Вайт     | «Манчестер Сіті»                       | 16   |
| 7     | Кріс Армстронг | «Крістал Пелес»                        | 15   |
| 7     | Ерік Кантона   | «Лідс Юнайтед» «Манчестер Юнайтед»     | 15   |
| 7     | Браян Дін      | «Шеффілд Юнайтед»                      | 15   |
| 7     | Марк Гьюз      | «Манчестер Юнайтед»                    | 15   |
| 7     | Метью Ле Тісьє | «Саутгемптон»                          | 15   |
| 7     | Марк Робінс    | «Норвіч Сіті»                          | 15   |
| 7     | Пол Вілкінсон  | «Мідлсбро»                             | 15   |
| 7     | Іан Райт       | «Арсенал»                              | 15   |

## Нагороди за сезон

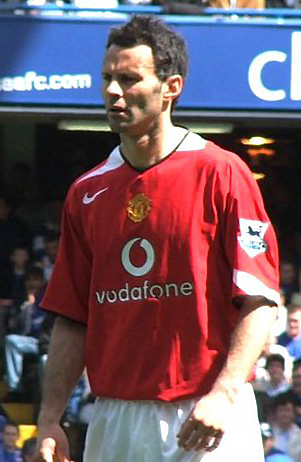
Раян Гіггз, володар нагороди «Молодий гравець року за версією ПФА».

- «Гравцем року за версією ПФА» був названий досвідчений центральний захисник Пол Макграт, чия впевнена гра допомогла його «Астон Віллі» фінішувати на другому місці у підсумковій турнірній таблиці. За результатами проведеного опитування Макрат обійшов Пола Інса з «Манчестер Юнайтед» та нападника «Блекберн Роверз» Алана Ширера.[2]
- Звання «Молодий гравець року за версією ПФА» отримав 19-річний лівий півзахисник «Манчестер Юнайтед» Раян Гіггз, який був лауреатом аналогічної нагороди попереднього року і став першим гравцем, який отримав це визнання двічі.[2] Цього разу головними конкурентами валлійця у боротьбі за нагороду були Нік Бармбі з «Тоттенгем Готспур» та Рой Кін з «Ноттінгем Форест».

- «Гравцем року за версією Асоціації футбольних журналістів» було визнано Кріса Водла.[3] Водл саме повернувся до Англії після трьох років, проведених у французькому клубі «Олімпік» (Марсель), уклавши контракт із «Шеффілд Венсдей». Він став першим гравцем у 45-річній історії свого клубу, якому вдалося отримати цю нагороду. На думку англійських журналістів Воддл провів сезон краще ніж Пол Макграт та Раян Гіггз, які за результатами опитування розділили друге і третє місця.[4]

- Володарем звання «Тренер року» став очільник команди-чемпіона Алекс Фергюсон.[5] Цю нагороду присуджували за результатами опитування представників футбольних керівних органів, мас-медіа та вболівальників. Подібну нагороду також започаткувала щойно створена Асоціація тренерів Прем'єр-ліги, на думку очільників команд англійських клубів найкращим серед них в сезоні 1992/93 був головний тренер «Шеффілд Венсдей» Дейв Бассетт, якому «якнайкраще вдалося розпорядитися наданими йому ресурсами».